# Album (Pierangelo Bertoli)
Album è l'ottavo album in studio di Pierangelo Bertoli pubblicato nel 1981.

## Tracce
1. La Fatica – 4:51 (testo: P. Bertoli – musica: M. Piccoli)
2. So che sembra facile – 3:53 (P. Bertoli)
3. Caccia alla volpe – 4:43 (M. Piccoli)
4. Norma – 4:30 (P. Bertoli, F. Urzino)
5. Nicolò – 5:29 (testo: P. Bertoli – musica: M. Masi, F. Urzino)
6. Sud – 4:56 (A. Borghi)
7. Bianchezza – 3:44 (testo: P. Bertoli – musica: F. Urzino)
8. Il buio – 5:37 (testo: P. Bertoli – musica: F. Urzino)

## I brani

### La fatica
"A volte può sembrare facile scrivere delle canzoni, preparare un LP, non lo è, ci sono momenti in cui non ci riesce a scrivere, si passa dai periodi lunghi, mi ricordo nel '78, 3 mesi a guardare fogli senza scrivere una parola, l'anno scorso mi era capitata la stessa cosa, è stato un periodo un po' più breve, però anche questa volta ho fatto molta fatica, volevo spiegare in una canzone questo, la fatica di scrivere un nuovo LP" (Pierangelo Bertoli)

### So che sembra facile
In questa canzone Bertoli racconta la sensazione che prova in quel momento con i sentimenti di un addio.

### Caccia alla volpe
È un parallelo tra la caccia alla volpe e la caccia a una donna. Il ragazzo fino a quel momento è stato a guardare "la luna con il cannocchiale" cioè il mondo femminile da lontano, limitandosi a guardare la vita invece di provare a viverla.
Il brano è firmato da Maurizio Piccoli

### Norma
Secondo molti la canzone sarebbe dedicata a Marylin Monroe, il cui vero nome era appunto Norma.

### Nicolò
Nel testo, Bertoli, affronta la delusione dei risultati ottenuti dopo la Resistenza. Dopo il fascismo doveva nascere un mondo nuovo, senza mafiosi, padroni, corrotti.

### Sud
Un brano scritto da A.Borghi dedicata al sud

### Bianchezza
Un testo contro papa Giovanni Paolo II e contro le colpe del Vaticano. Bertoli venne citato e criticato dall'Osservatore Romano, il quotidiano della Città del Vaticano.

## Formazione
- Pierangelo Bertoli – voce
- Oscar Rocchi – pianoforte
- Gigi Cappellotto – basso
- Andy Surdi – batteria
- Alessandro Centofanti – tastiera
- Ernesto Massimo Verardi – chitarra acustica, chitarra elettrica
- Lucio Fabbri – violino
- Bruno De Filippi – armonica
- Giorgio Baiocco – sassofono tenore
- Glauco Borrelli, Marco Dieci – cori